# McDonnell Douglas F-4 Phantom II
McDonnell Douglas F-4 Phantom II je dvosjedni, dvomotorni nadzvučni lovac-bombarder koji je za potrebe Američke mornarice razvio McDonnel Douglas. Intenzivno se koristio posebno tijekom Vijetnamskog rata te je postao osnovica Američke mornarice i USAF-a u ulozi lovca-bombardera i izvidnika.
U službu je ušao 1960. te je od tada postao sastavni dio Američke zračne moći sve kroz 70-e i 80-e kada se postupno počinje povlačiti pred dolaskom modernijih zrakoplova poput F-15 Eaglea i F/A-18 Horneta. Zadnji sukob u kojem je sudjelovao je bio Zaljevski rat 1991. gdje je obnašao ulogu izvidnika te se 1996. konačno povlači iz službe.

## Pregled
F-4 Phantom je dizajniran kao lovac za obranu flote Američke mornarice te je u službu ušao 1960. a do 1963. već ga je i USAF prihvatio u ulozi lovca-bombardera. Kada je proizvodnja završila 1981. proizvedeno je 5.195 zrakoplova, što ga čini najmasovnije proizvedenim američkim nadzvučnim zrakoplovom te je do dolaska F-15 Eaglea bio zrakoplov s najdužim razdobljem proizvodnje. 
Unatoč svojim velikim dimenzijama, maksimalnoj težini prilikom uzlijetanja od 27.000 kg, F-4 je imao maksimalnu brzinu od Mach 2,23 i brzinu uspinjanja od 210 m/s te je odmah prilikom ulaska u službu oborio 15 svjetskih rekorda. Mogao je ponijeti 8.480 kg oružja na 9 vanjskih spojnih točaka a arsenal mu se sastojao od raketa zrak-zrak, zrak-zemlja, nevođenih bombi te nuklearnog naoružanja a kako se u vrijeme njegovog uvođenja u službu F-8 Crusader koristio za blisku borbu, F-4 kao i ostali presretači nije imao ugrađeni unutarnji top. Posadu je činio glavni pilot i kopilot koji je pomagao u vizualnom i radarskom otkrivanju neprijatelja te navigaciji. 
F-4 Phantom II su koristile i Američke akrobatske grupe: USAF-ovi Thunderbirdsi (5 sezona) i Blue Angelsi Američke mornarice (6 sezona).
Phantom je postao osnova buduće klase zrakoplova koja je mogla postići mach 2, imala je velik domet djelovanja te je bila optimizirana za dnevne zračne dvoboje. U USAF-u su zamijenjeni F-16 Fighting Falconima i F-15 Eagleovima a u mornarici F-14 Tomcatom i F/A-18 Hornetima.

## Dizajn i razvoj

### Pozadina razvoja
1953. McDonnell je započeo radove na novom zrakoplovu vraćajući se svom prethodnom dizajnu, F3H Demonu, mornaričkom lovcu kako bi mu poboljšali performanse. Razvijeno je nekoliko projekata uključujući inačicu koju je trebao pokretati Wright J67 motor ili General Electric J79. Inačica s ovi motorima je imala maksimalnu brzinu od Mach 1,97 te je McDonnell predložio mornarici novi "Super Demon". Novi zrakoplov je trebao imati i promjenjivi nosni konus, u koji se po potrebi misije mogao smještati radara, kamera ili topovi. Mornarica je bila zainteresirna za novu inačicu, no kako su već postojeći projekti Grumman XF9F-9 i Vought XF8U-1 bili dovoljni nije bilo potrebe za novim nadzvučnim zrakoplovom.
Zbog toga je McDonnell redizajnirao svoj projekt u lovca-bombardera za djelovanje u svim vremenskim uvjetima te je 18. listopada 1954. McDonnel je dobio nalog da izrade YAH-1 prototipove. 26. svibnja 1955. je došlo izlasanstvo mornarice s potpuno novim zahtjevima, jer je u tom trenutku za jurišne zadatke postojao A-4 Skyhawk i F-8 Crusader za neposredne zračne borbe. Zbog toga je novi zrakoplov preinačen u zrakoplov za obranu flote te je dobio kopilota koji je upravljao radarom.

### XF4H-1 prototip
XF4H-1 je bio dizajniran da nosi 4 AAM-N-6 Sparrow III rakete s radarskim navođenjem, a pokretala bi ga dva J79-GE-8 motora. Kao i kod F-101 Voodooa motori su bili nisko smješteni u trupu kako bi maksimalno iskoristili prostor za gorivo a zrak je uzimao kroz dva fiksirana usisnika na bokovima. Vrhovi krila su bili zakrivljeni prema gore kako bi omogućili bolju kontrolu pri niskim brzinama.
Testiranja u zračnom tunelu su ipak otkrila neke nestabilnosti te su vrhovi krila zakrivljeni za dodatnih 5 stupnjeva. Repne površine su dosta pokretljive te je vodoravni stabilizator spušten prema dolje za 23 ° u odnosu na okomiti stabilizator zbog stabilnosti. Uz to, na usisnike su nadodane pokretne površine koje su ograničavale količinu zraka koji je ulazio, a mogućnost presretanja u svim uvjetima je bila moguća zbog snažnog AN/APQ-50 radara.

### Proizvodnja
Na početku proizvodnje, radar je unaprijeđen na veći i snažniji AN/APQ-72 što je rezultiralo povećanjem nosa, te je prerađena pilotska kabina kako bi kopilot imao više prostora.
USAF-je primio prve Phantome u službu zbog Obrambenog Tajnika Robert McNamara koji je želio da se isti lovac koristi u svim granama vojske. Nakon što je F-4B pobijedio u natjecanju za USAF-ovog lovca protiv F-106 Delta Darta, u siječnju 1962. USAF je posudio dva mornarička zrakoplova te ih privremeno označio F-110A Spectre kako bi ih prilagodio svojim potrebama. Za razliku od mornarice koja je preferirala presretačke uloge, Ratno zrakoplovstvo je F-4 zamišljalo u isključivo u ulozi lovca-bombardera što je nakraju ostvarilo u inačici F-4C koja je prvi put poletila 27. svibnja 1963. te pri prvom letu postigla brzinu veću od mach 2.
Proizvodnja F-4 u SAD-u je prekinuta 1979. kada je brojka proizvedenih zrakoplova dosegla 5.195 (138 zrakoplova je proizvedeno i u Japanu) što ga čini drugim najproizvedenijim i izvezenim američkim zrakoplovom. Od 5.195 zrakoplova, 2,874 su napravljena za USAF, 1,264 za mornaricu, dok je ostatak napravljen za strane kupce. Posljednji proizvedeni zrakoplovi su otišli u Tursku, dok je baš posljednji F-4 proizveden 1981. u Japanu (inačica F-4EJ). Od 2001. još je oko 1.100 zrakoplova u službi diljem svijeta.

### Oboreni rekordi
- 6. prosinca 1959. drugi XF4H-1 postavlja novi svjetski visinski rekord od 30.040 koji je do tada držao Sovjetski prototip Suhoj T-43-1.
- 5. rujna 1960. F4H-1 je letio 500 km srednjom brzinom od 1.958 km/h .
- 25. rujna 1960. je letio 100 km bez prestanka pri brzini od 2.237 km/h.
- 24. svibnja 1961. tijekom proslave 50 godišnjice zrakoplovstva u mornarici, prelijeće cijeli kontinentalni dio SAD-a za 2 sata i 47 minuta.
- 28. kolovoza 1961. F-4 Phantom prelijeće udaljenost od 4,8 km brzinom 1.452 km/h pri visini manjoj od 40 m.

### Cijene inačica
|                                         | F-4C            | RF-4C          | F-4D            | F-4E           |
| --------------------------------------- | --------------- | -------------- | --------------- | -------------- |
| Dizajn i razvoj inačice                 |                 | 61.200 - 1973. |                 | 22.700 - 1973. |
| Struktura zrakoplova bez pogonske grupe | 1,388,725       | 1,679000       | 1,018,682       | 1,662,000      |
| Motori                                  | 317.647         | 276.000        | 260.563         | 393.000        |
| Elektronika                             | 52.287          | 293.000        | 262.101         | 299.000        |
| Naoružanje                              | 139.706         | 73.000         | 133.430         | 111.000        |
| Cijena modifikacije                     | 116.289 - 1973. | 55.217 - 1973. | 233.458 - 1973. | 7.995 - 1973.  |
| Cijena po satu letenja                  | 924             | 867            | 896             | 896            |
| Održavanje po satu leta                 | 545             | 545            | 545             | 545            |

Napomena:Cijene su izražene u Američkim dolarima, vrijednosti iz 1964.

## Povijest korištenja

### Američka mornarica
30. prosinca 1960. VF-121 Pacemakersi su postali prvi korisnici F-4 Phantoma, a prva eskadrila s borbeno spremnijim inačicama F4H-1 je bila VF-74 Be-devilers koja je svoje zrakoplove dobila 8. srpnja 1961. U listopadu 1961. Phantomi završavaju pripreme za službu na nosačima, a prva služba je započela u razdoblju od 1962. – 1963. na nosaču zrakoplova USS Forrestal.
Do incidenta u zaljevu Tonkin 13 od 31 mornaričke eskadrile su bile opremljene ovim zrakoplovom, a prvi borbeni letovi su se odvijali 5. kolovoza 1964. iznad Vijetnama s nosača zrakoplova USS Constellation. Prvi zračni dvoboj je dobiven 9. travnja 1965. kada je F-4B oborio Kineski MiG-17 a 17. lipnja 1965. F-4B je oborio prvi zrakoplov iznad Vijetnama.
10. svibnja 1972. poručnik Randy "Duke" Cunningham i William P. Driscoll u F-4J-u obaraju tri MiG-17, te tako postaju prvi asevi. U njihovom petom dobivenom dvoboju, vjeruje se da su oborili Sjeverno-vijetnamskog asa poručnika Toona no ti nije potvrđeno a prilikom povratka s misije ih je pogodila i teško oštetila raketa zemlja-zrak te su se katapultirali nakon što su došli iznad oceana kako ne bi bili zarobljeni.
Tijekom rata, mornarički F-4 Phantomi su sudjelovali u 84 borbena leta, pri čemu su ostvarili 40 pobjeda u zračnim dvobojima a izgubili 71 zrakoplov (5 od drugih zrakoplova, 13 je oboreno od raketa zemlja-zrak i 53 zbog protuzračnog topništva). U nesrećama su izgubljena dodatna 54 Phantoma.

### USAF
Iako je na početku USAF nevoljko prihvatio mornarički zrakoplov, kasnije je postao najveći korisnik F-4 Phantoma. Prvi USAF-ovi Phantomi u Vijetnamu su bili F-4C 555-te taktičko lovačke eskadrile koji su pristigli u prosincu 1964. te su 10. srpnja 1965. ostvarili prvu zračnu pobjedu oborivši Sjeverno Vijetnamske MiG-17 pomoću AIM-9 Sidewinder raketa. 24. srpnja 1965. Phantom iz 45-e eskadrile je postao prvi Američki zrakoplov oboren od strane neprijateljskih raketa zemlja-zrak, a 5. listopada 1966. F-4C postaje prvi Američki zrakoplov izgubljen u zračnom dvoboju nakon što ga je oborio MiG-21 raketom zrak-zrak.

## Tehničke karakteristike
Osnovne karakteristike
- posada: 2
- dužina: 19,2 m
- raspon krila: 11,7 m
- površina krila: 49,2 m2
- visina: 5,0 m
- aeroprofil: NACA 0006.4-64 (korjen krila), NACA 0003-64 (vrh krila)

Letne karakteristike
- najveća brzina: 2.370 km/h
- ekonomska brzina: 940 km/h
- dolet: 2.600 km
  - borbeni dolet: 680 km
- brzina penjanja: 210 m/s
- specifično opterećenje krila: 383 kg/m2
- motor: 2× General Electric J79-GE-17A